# Zirides
935-971/–/972-1148
Entités précédentes :
- Califat fatimide
- Idrissides
- Principautés zénètes

Entités suivantes :
- Hammadides
- Royaume d'Afrique
- Principautés hilaliennes
- Principautés zénètes

Les Zirides (en berbère : ⴰⵜ ⵣⵉⵔⵉ Ath-Ziri ; en arabe الزيريون az-Zīrīyūn ou بنو زيري banū Zīrī) sont une dynastie berbère sanhajienne qui régna en Afrique du Nord, originaire du Maghreb central (Algérie), ils contrôlent épisodiquement une grande partie du Maghreb entre 972 et 1014 et vont régner sur l'Ifriqiya jusqu'en 1148.
Descendants de Ziri ibn Menad, chef militaire ayant rallié les Fatimides et qui donne son nom à la dynastie, les Zirides sont une lignée d'émirs qui gouvernent au nom des califes fatimides installés en Égypte. Dans les faits, ils renforcent leur indépendance jusqu'à rompre officiellement avec les Fatimides à partir du milieu du XIe siècle. Se transmettant le pouvoir par voie héréditaire, ils constituent ainsi une véritable dynastie. C'est la première dynastie d'origine berbère de la période médiévale du Maghreb ; elle ouvre ainsi la voie à une période de l'histoire maghrébine où le pouvoir politique sera détenu par des dynasties berbères (Almoravides, Almohades, Zianides, Mérinides et Hafsides).
Poussant leurs campagnes jusqu'à Fès et au nord du Maghreb al-Aqsa en 980, ils se heurtent à la résistance des Zénètes qui font allégeance au califat de Cordoue,,,.
Diverses branches zirides vont régner sur le Maghreb central, mais aussi sur la Taifa de Grenade en Al-Andalus. C'est ainsi qu'au début du XIe siècle, à la suite de diverses contestations familiales, la branche des Hammadides fait sécession et prend le contrôle des territoires du Maghreb central. Les Zirides proprement dit sont alors désignés comme "Badicides" et n'occupent plus que l'Ifriqyia (actuelle Tunisie et est algérien) entre 1048 et 1148. Une partie fuit en Al-Andalus et fonde plus tard, en 1019, le royaume de Grenade sur les décombres du califat de Cordoue. Les Zirides de Grenade sont défaits par l'expansion des Almoravides, qui annexent leur royaume en 1090, tandis que les Badicides et les Hammadides demeurent indépendants.
À la suite de la reconnaissance du califat sunnite abbasside et de l'affirmation de l'Ifriqiya et du Maghreb Central en royaumes indépendants d’obédience sunnite en 1048, les Fatimides chiites provoquent la migration des Hilaliens vers le Maghreb. Au XIIe siècle, les invasions hilaliennes combinées aux attaques des Normands de Sicile sur le littoral affaiblissent le pouvoir ziride ; les Almohades finissent par conquérir le Maghreb central et l'Ifriqyia en 1152, unifiant ainsi l'ensemble du Maghreb et mettant fin aux « deux dynasties zirides » : Badicide et Hammadide.

## Histoire

### Origine des Zirides
Ce n'est qu'au début du Xe siècle de l'ère chrétienne, quand la Berbérie Orientale vient d'être ravie aux Aghlabides par les Fatimides, que les Sanhadja (en berbère Zenaga ou au pluriel Iznagen), berbères sédentaires installés à l'ouest du Magheb central, dont sont issus les Zirides, émergent d'une sorte de pénombre historique. Deux thèses s'opposent sur l'origine des Sanhadja : celle des généalogistes berbères et celle des généalogistes arabes. Les deux généalogies s'accordent sur l'origine berbère de la dynastie mais les généalogistes arabes lui ajoutent certains ancêtres arabes. Ces origines arabes sont qualifiées par Ibn Khaldoun de « fable »,.
Selon Ahmed M'Charek, les toponymes de Saneg, l'antique Visnazi dans le Titteri, non loin d'Achir (capitale ziride) et de Médéa est liée aux Sanhaja. Comme en témoigne leur nom d'origine « Saneg », « Sanak » qui par translittération successive a donné Sanag(a) puis Zenag(a) et enfin, Sanhadja. « Sanâk » ou « Sanâg » est devenu « Sanhâj » au Moyen Âge car comme l'explique Ibn Khaldoun : « les Arabes ont inséré un (h) afin de l’adapter au génie de leur langue. ». Le terme latin Vsinazi ou Vsinaz est en fait une déformation du berbère « U-Sinag » (fils de Sinag) qui donne en arabe « Banû-Sinâg ». Les vestiges de Saneg (203 apr. J.-C.) attestent d'une présence des Sanhadjas dans le Titteri remontant au moins l'époque romaine. Ainsi les Berbères Iznagen/ Znâga/Sanâga (Sanhadja) ne sont pas à l’origine des nomades chameliers, mais des sédentaires du Titteri dont l'origine remonte à l'Antiquité.
Ibn Khaldoun décrit les Talkata comme descendants de Telkat fils de Kert, fils de Sanhadj (Zanag en berbère) et dans son ouvrage reproduit la généalogie de l'historien andalou Ibn al-Nahwï à propos de Menad qui serait : « fils de Mencous, fils de Sanhadj le jeune, c'est-à-dire de Zanag, fils de Ouasfan, fils de Djebrîl, fils de Zeid, fils de Ouasli, fils de Semlil, fils de Djafer, fils d'El Yas, fils d'Othman, fils de Segad, fils de Telkat, fils de Kert, fils de Sanhadj l'ancien ».
Pour Bouzid Aleya, qui a consacré aux « Sanhadja » une étude exhaustive, les premiers groupements Sanhadja signalés dans le Haut Moyen Âge, étaient établis dans la partie orientale du Maghreb central, plus exactement à l’ouest du Zab. L’auteur les distingue des Sanhadja nomades du Sahara. Chez ce groupe des sédentaires, les Talkâta sont établis à l’est de Tlemcen, dans la région d’Alger, de Msila, de Hamza, de Médéa et de Bougie. En effet, le pays dit des Sanhadja occupait, au Xe siècle, la moitié nord-est du Maghreb central mais ses limites sont difficiles à cerner. Mahfoud Kaddache s'appuyant sur les travaux d'Ibn Khaldoun affirme que les Sanhadja forment à l'origine une confédération de tribus allant de l'Aurès à Ténès. Il distingue parmi eux : les Talkatas, les Anjafa, Charta, Lemtuna, Masufa, Kadala, Mandasa, Banu Warat et les Itissan. Les terres qu'ils occupent au Maghreb central étaient les montagnes et « leurs villes construites en bordure des plaines sur des terrasses élevées, protégées par des pics ou des chaînes peu pénétrables ». Les Sanhadja, principalement éleveurs, tournaient le dos à la mer, hormis leur possession de quelques ports actifs : Ténès, Jazaïr Beni Mezghenna (Alger) fondée ultérieurement, Marsat al Haraz (El Kala), Mers El Hadjadj (Marsat El Hadjadj / Marsat al-Djaj) (« Port aux Poules »), Honaïne et Oran.
À l'époque de la conquête musulmane du Maghreb, les Ketamas et les Sanhadja (dont les Talkāta) peuplaient le Maghreb central, y compris le massif de l'Aurès, la Grande Kabylie, mais également les régions de Tahert et de Tlemcen.
Hady Roger Idriss cite Al Bakri qui rapporte qu'avant la chute des Aghlabides en 909, les Telkatas étaient commandés par Menad Ibn Manqus (père de Ziri ibn Menad). Il se serait rendu au pèlerinage de La Mecque en même temps que Yunûs, l'instigateur de l'hérésie Berghouata et était alors le « souverain » (sahib) de Qalʻat Manādiyya, près de Sijilmassa, qu'il avait pour capitale. L’avènement de Yunûs à la tête des Berghouatas est d'ailleurs fixé à l'an 842. Dans une note, Hady Roger Idriss juge que la date donnée par le Bayan, soit l'année hégirienne 201, correspondant aux années 816-817, est insoutenable étant donné que son fils et successeur Ziri ibn Menad est mort en Ramadan de l'année hégirienne 360, soit 970-971.
Grigori Lazarev, s'appuie également sur ce récit pour évoquer une origine potentielle des Sanhadja Talkata, dans la région de Sijilmassa. Cette hypothèse est conforme aux données géographiques sur les mouvances sanhadjas car cette ville comme Tahert se situait sur les nœuds caravaniers pour le bilād al-Sūdān sur lesquels nomadisaient les Sanhadjas,.
Les Rostémides, dynastie précédente du Maghreb central, assistent au morcellement de leur territoire — à la fin du IXe siècle / début du  Xe siècle — qui tombe aux mains de chefferies berbères. Une tribu en particulier, les Sanhadja Talkata, exerce une suprématie sur les autres tribus grâce à son nombre, son armée et la qualité de son chef : Menad père d'un certain Ziri. Toujours selon Ibn Khaldoun, le père de Ziri, Manād ibn Manqūs : « régna sur une partie de l’Ifrīqiya et du Maghreb Central au temps des Abbasides, sous l’autorité des Aghlabides. Il eut pour successeur, son fils, Zīrī Ibn Manād ». Or, il n'existe pas de source pour décrire le territoire sanhadja commandé par Manād (et accessoirement la branche talkata) durant la période aghlabide. La thèse de Hady Roger Idris confirme ce manque d’éléments sur le territoire des Sanhadja à la chute des Aghlabides et privilégie le constat selon lequel ils sont bien installés « au moins à l'ouest du Maghrib central »,. Ibn Khaldoun décrit Manâd comme le chef de la tribu des « Outelkata » (variante du mot Telkata) originaire du Titterri, alors sous tutelle aghlabide. Il possède alors une mosquée d'où l'on vient de partout pour écouter le sermon d'oulémas réputés.

### Émergence des Zirides

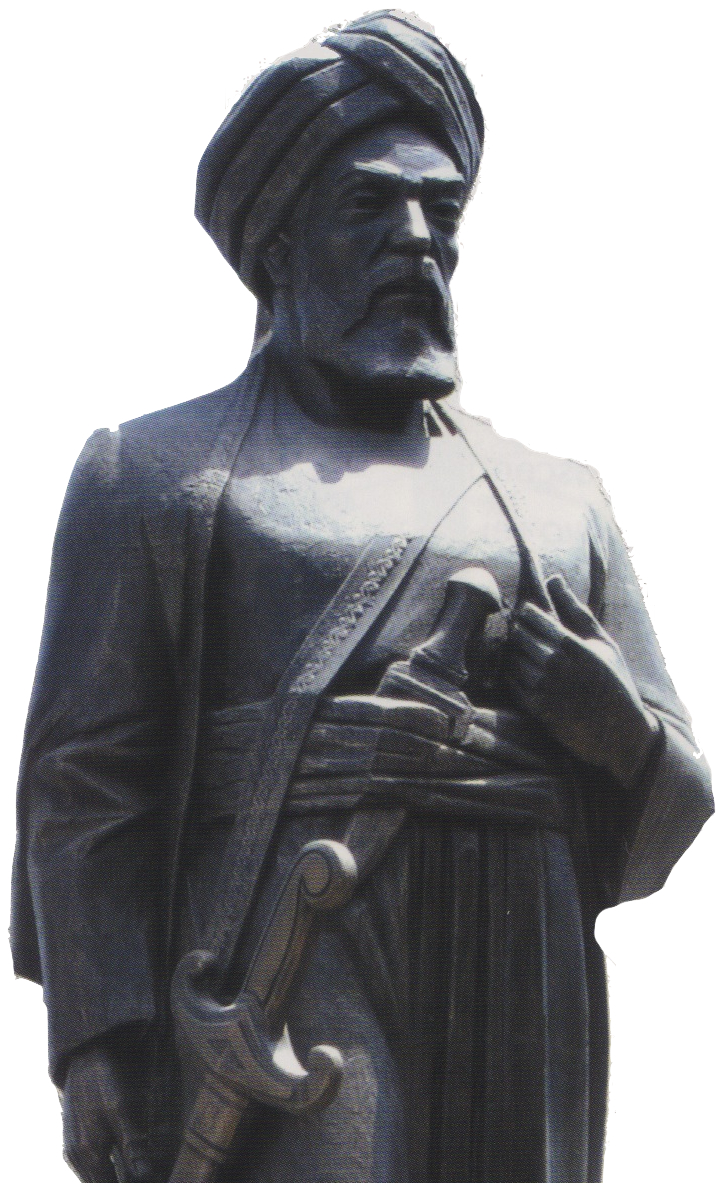
Statue de Bologhin à Alger

Au début du Xe siècle, Ziri ibn Menad, dont descend la dynastie, rallie les Fatimides chiites. À leurs yeux ce général de la branche berbère des sanhadja fait ses preuves en luttant à leur côté contre les révoltes kharidjites (courant religieux de différentes confédération tribales zénètes : Maghraouas, Banou Ifren...) notamment lors du siège de Mahdia vers 923.
Ziri écrase également les Maghraouas après la mort de leur leader Abu Yazid en août 947 ; Ibn el-Kheir, émir des Maghraouas, se suicide pendant le combat avant d'être remplacé par son fils. L'historien Ibn Khaldoun rapporte que « plusieurs siècles après, on voyait encore les ossements des morts répandus sur le champ de bataille », tandis que les têtes des émirs kharidjites sont envoyées au calife fatimide Al-Muizz li-Dîn Allah qui se réjouit de sa victoire.
De plein accord avec le calife fatimide il fonde alors la ville d’Achir, une capitale et un bastion pour s'assurer un point de retraite en cas de revers. Issu du sud algérois, il se présentent comme « ressortissant du Maghreb Central ». Pierre Montagnon décrit cette dynastie comme « fondamentalement algérienne » en ses débuts et contrairement aux Fatimides ils portent un intérêt à leur domaine comme en témoigne l'implantation de leur capitale Achir dans les monts du Titteri, un environnement austère et aride. Comme Tahert, Achir est à la lisière de deux mondes : l'un sédentaire et Tellien, l'autre nomade et centré sur les Hauts-Plateaux. En titre, les Zirides se présentent comme mandataires des Fatimides, mais en réalité ils s’efforcent d'être maîtres chez eux ; envoyant des tribus et présents à un calife désormais lointain.
Leurs victoires touchent Al-Hakam Ier, calife omeyyade de Cordoue, suzerain des Maghraouas et rival du calife fatimide. À la suite de cette victoire, le fils de Ziri, Bologhine ibn Ziri, fonde avec l'autorisation de son père trois villes, dont Médéa et Miliana, après avoir chassé les Zénètes. Il reconstruit également Icosium (actuelle Alger) en 960, en fortifiant et agrandissant le site occupé par les Beni Mezghenna ; il la nomme alors Djazair Beni Mezghenna, qui signifie « îles des Banû Mezghenna » et qui serait à l'origine du nom actuel d'Alger, El-Djazair.
Cependant la guerre entre les Zirides et les Maghraouas continue. Ziri attaque les Zénètes qui résident dans le Zab fief de Dja`far ibn `Ali. Lorsque le calife fatimide décide de transférer son siège au Caire, il invite Dja`far ibn `Ali à gouverner l'Ifriqiya en son nom. Mais ce dernier, craignant une manœuvre contre lui, s'enfuit et change de camp pour s'allier avec les Maghraouas, et les Omeyyades de Cordoue qui les soutiennent. Du coup, Ziri ibn Menad décide de mater cette révolte mais il est vaincu et tué en 971 dans une bataille contre les Maghraouas. Sa tête est amenée à Cordoue au calife omeyyade Al-Hakam al-Mustansir. En 1013, quand les Berbères, assiègent Cordoue et renversent le calife omeyyade et pillent la ville, leur chef, le Ziride Zawi, enlève la tête de son père de l’endroit où le calife Al-Hakam al-Mustansir l’avait fait placer.

### Les débuts de la dynastie
En 973, le calife fatimide Al-Muizz li-Dîn Allah désigne Bologhin fils de Ziri comme gouverneur du Maghreb, il reçoit en plus le Zab et M'Sila que gouvernait le transfuge Dja`far ibn `Ali. Bologhin poursuit le combat contre les Zénètes.
Les Maghraouas demandent alors l'aide des Omeyyades de Cordoue pour reprendre leur territoire et leurs villes. Bologhin prend alors le contrôle de presque tout le Maghreb en suivant les directives du calife fatimide. Il avait pour ordre de tuer tous les Zénètes et de récolter l'impôt des Berbères sous la menace de l'usage de la force. Bologhin mate les Maghraouas, les Houaras, les Nefzaouas (branche des Zénètes) et les Mazata.
En 977, Bologhin est invité à la cour fatimide à Kairouan et reçoit la gouvernance de l'Ifriqiya tandis que le calife s'installe au Caire. Les honneurs qu'on lui fait vont provoquer la jalousie des Ketamas. Al-Muizz li-Dîn Allah laisse la gouvernance de la Sicile et celle de Tripoli à des membres de sa famille.
Bologhin reçoit du calife les titres de Abou al-Foutouh, « Père des victoires » et Sayf ad-Dawla « Glaive d l'empire »,. En 977, Abu Mansur Nizar al-Aziz Billah successeur de Al-Muizz li-Dîn Allah attribue à Bologhin les villes de Tripoli, Ajdabiya et Syrte en plus de ses attributions antérieures. Il se met en campagne dans le Maghreb al-Aqsa et conquiert Fès, Sijilmassa mais s'arrête devant Ceuta,. Bologhin est le premier souverain qui réunit sous son sceptre tout le Maghreb de l'Atlantique à Tripoli avant Abd el Mumin (Almohades).
Lorsque les Omeyyades acceptent enfin d'aider les Zénètes à reconquérir les territoires, en particulier ceux des Maghraoua de l'ouest du Maghreb. Bologhin ibn Ziri est contraint de reculer devant l'armée des Zénètes envoyés d'Andalousie par le vizir Almanzor et qui s'installent à Ceuta. Lorsque Bologhin voit la place, il la considère comme inexpugnable. Il rebrousse chemin.
En 984, Bologhine ibn Ziri meurt et s'ensuit une période longue de défaite pour les Zirides dans l'ouest du Maghreb. Les Zénètes regagnent en effet leurs territoires et leur souveraineté dans le Maghreb central et occidental grâce à Ziri Ibn Attia issu de la tribu des Maghraoua. Toutes les villes du centre du Maghreb jusqu'à Tanger redeviennent zénètes, y compris Alger, mais Tiaret et Achir restent encore zirides. Durant les 12 années de son règne, Bologhin reste à Achir. Il se sent plus à l'aise en montagne berbère et y fixe sa résidence : c'est dans cette ville que naissent ses enfants, dont son successeur Al Mansour, et d'où il organise ses campagnes, sans toutefois se désintéresser de l'Ifrikya dont les mœurs et probablement la langue lui échappent,. Les Fatimides voulaient prendre l'Andalousie mais décident finalement d'abandonner le projet pour rester en Égypte et garder l'Ifriqiya et la Libye.
Le fils de Bologhin ibn Ziri, Al-Mansur ben Bologhine, prend le pouvoir en 984. Rapidement, il déclare aux notables de Kairouan venus le féliciter qu'il n'est « pas de ceux qu'on nomme d'un trait de plume pour les révoquer de même, car j'ai hérité ce royaume de mes pères et de mes aïeux (Ibn Idhari). » La réaction fatimide ne se fait guère attendre : un propagandiste officiel est envoyé du Caire dans le pays des Ketamas (vivant dans les actuelles wilayas de Jijel, Mila et Sétif) et soulève ces guerriers contre Al-Mansur ben Bologhine (986) ; la rébellion dure deux ans mais finit réprimée par Al-Mansur avec cruauté. Une seconde révolte en 989 ne connaît pas un meilleur sort. Le gouvernement d'Achir est confié à Hammad ibn Bologhine qui soumettra les Zénètes de M'Sila et fondera la Kalâa des Béni Hammad entre 1004 et 1005. Il invitera alors l'un des membres de sa famille à gouverner à Constantine.
Entre 989 et 991, Said ibn Khazroum, un émir des Maghraoua, s'allie aux Zirides. En remerciement, Al-Mansur ben Bologhine lui confie le gouvernement de Tobna dans les Aurès, son fils Felfou le remplaçant. Plusieurs membres de la tribu des Zénètes le suivent dans cette alliance. Al-Mansur meurt en 995 et se voit remplacé par son fils Badis ben Mansur.

### Indépendance et scission
Après Badis, son fils Al-Muizz ben Badis, âgé de huit ans, prend la tête de la dynastie en 1015 dans un contexte marqué par l'émancipation d'Hammad ibn Bologhine qui fonde sa propre dynastie, les Hammadides, qui s'était proclamée indépendante en 1014 — reconnaissant comme légitimes les califes abbassides et non plus fatimides — et régnait sur les régions du centre de l'Algérie. Les Zirides restaient souverains sur leurs territoires de l'est de l'Algérie. Les rapports avec les suzerains fatimides qui avaient été variables — des milliers de chiites perdent la vie en 1016 dans des rébellions en Ifriqiya et les Fatimides encouragent la défection de la Tripolitaine vis-à-vis des Zirides — demeuraient encore étroits. En 1045, Al-Muizz ben Badis rompt à son tour toutes ses relations avec les Fatimides en reconnaissant les Abbassides de Bagdad comme califes légitimes. En 1048, il fait supprimer la prière qui témoigne de la prospérité du calife fatimide et fait détruire les emblèmes fatimides. Il a alors le contrôle du pays des Zouaouas et a soumis les Zénètes orientaux.
Entre 1013 et 1090 une branche des Zirides réfugiée auparavant en Al-Andalus règne sur la Taifa de Grenade. En 1057, ils annexent la Taifa de Malaga qu'ils prennent aux Hammudites. En 1086, ils contribuent à la victoire des armées musulmanes lors de la bataille de Zalaca.

### Décadence et chute
En représailles à l'indépendance des Zirides et des Hammadides, les Fatimides envoient les tribus arabes des Hilaliens, menées par Abou Zeid al-Hilali, en Ifriqiya. Les troupes berbères appuyant les Zirides désertent et ces derniers se retrouvent défaits. L'anarchie résultante dévaste l'agriculture, précédemment florissante, et les villes côtières prennent une nouvelle importance comme voies d'accès pour le commerce maritime et comme bases pour la piraterie contre les expéditions chrétiennes. Après la perte de Kairouan en 1057, le règne des Zirides se limite à une bande côtière, avec Mahdia comme nouvelle capitale. On voit alors un fait paradoxal qu'a signalé Georges Marçais : les Sanhadja, des Berbères montagnards, se tournent vers la mer et fondent à Mahdia et à Bougie des principautés maritimes. Mais il est trop tard car les Normands sont déjà établis dans le sud de l'Italie et en Sicile et doivent faire obstacle aux velléités maritimes des Zirides et des Hammadides. Plusieurs émirats arabes se forment à l'intérieur des terres.
Les Almoravides prennent Alger en 1082 grâce à Youssef ben Tachfine. Ce dernier défait tous les Zénètes de l'ouest du Maghreb. La première grande mosquée sunnite de rite malékite, la Grande Mosquée d'Alger, est alors bâtie par Youssef Ibn Tachfin. Les Almoravides n'ont toutefois jamais fait la guerre aux Zirides ou aux Hammadides, les deux dynasties étant issues des Sanhadja. Alger marque donc la frontière entre les zones d'influence almoravide et ziride. Mais, selon d'autres sources, les Almoravides, après avoir été vaincus par les Hammadides, délaissent Tlemcen et Achir en 1002. Ainsi, le hammadide An-Nasir ben Alennas prend le pouvoir à son cousin Bologhine et conquiert Achir, N'Gaous, Miliana, Constantine, Alger et Hamza en 1063,.
En 1087, Tamim ben al-Muizz change la khutba pour faire référence au calife abbasside et marque ainsi la rupture définitive avec les Fatimides.
Après avoir conquis Djerba en 1134, les Normands de Sicile conquièrent toutes les villes côtières en 1148. Ils chassent alors Hassan ibn Ali de Mahdia, mettant ainsi fin au règne ziride en Ifriqiya. En 1152, les Hammadies cèdent à leur tour, face aux Almohades qui annexent le Maghreb central et l'Ifriqiya.

## Culture et architecture

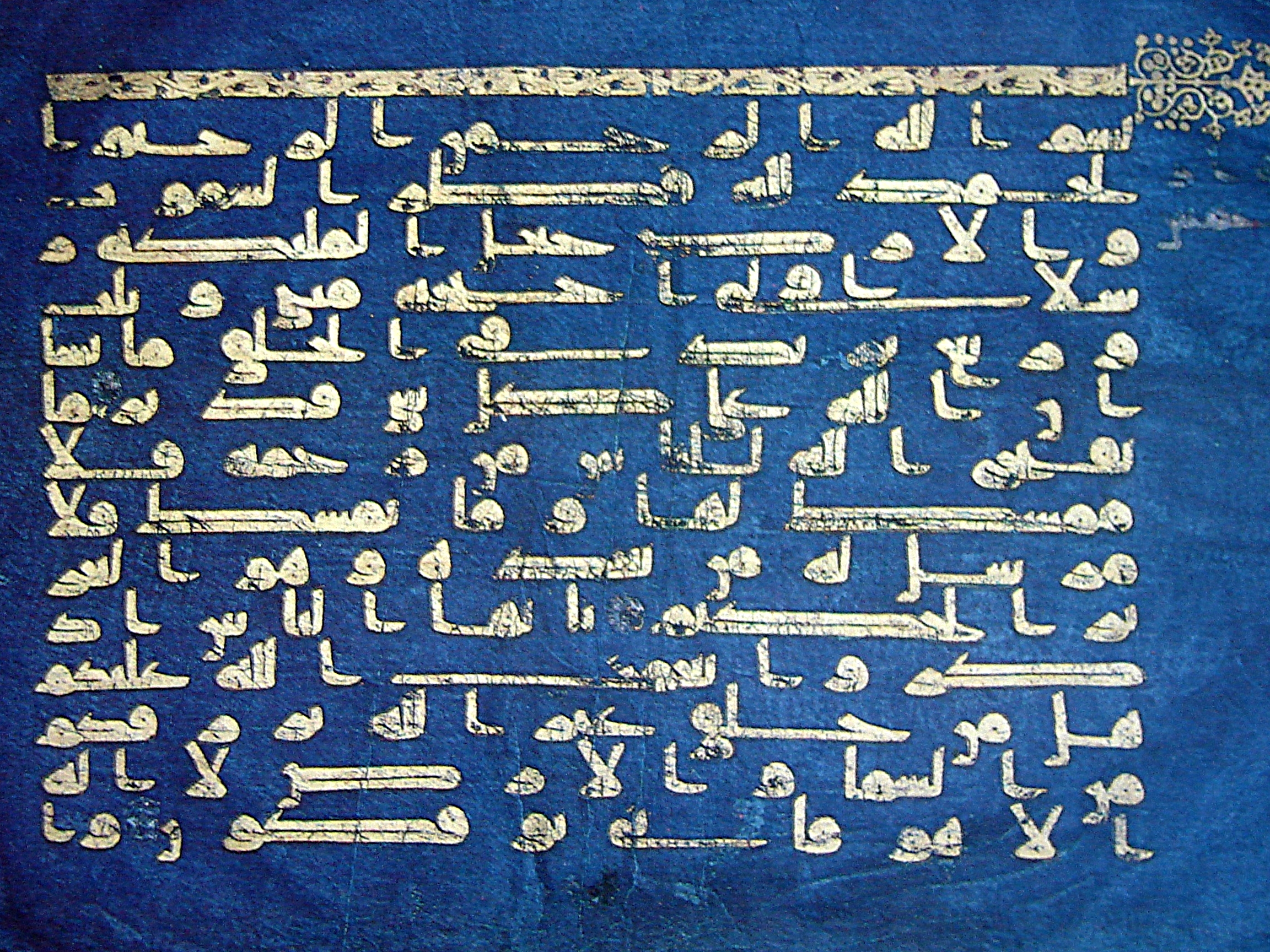
Feuillet du Coran bleu de la grande mosquée de Kairouan.

La période ziride voit se développer les arts et la culture au niveau du Maghreb Central ; puis de l'Ifriqiya. Les modèles architecturaux fatimides et les innovations ornementales de villes Sabra et de Mahdiya sont employées et combinées avec des éléments perses sassanides et byzantins. C'est le cas des muqarnas qui sont introduits pour la première fois au Maghreb et en Al-Andalous par le biais de l'Égypte fatimide. Les artisans développèrent l’art de la céramique et de l’émail ; la poterie est d'usage courant pour le stockage d'aliments, de contenus liquides ou la décoration. L'époque ziride et hammadide fut marquée par la fondation d'une nouvelle cité : la Qal'a Banu Hammad. Les vestiges de cette cité fortifiée ont révélé l'existence d'édifices importants comme la grande mosquée, plusieurs palais comme celui du Manar. La ville de Kairouan voit se développer les arts du livres, dont l'exemple le plus illustre est un manuscrit du Coran écrit avec une encre dorée sur un fond bleu. Les Zirides fondent également la médina d'Alger, la Casbah, dont la typologie constructive date de leur époque.

## Administration
L'administration ziride est un objet d'étude peu connu. Il est admis qu'ils ont conservé la plupart des institutions fatimides. Liés à ces derniers par un serment d'allégeance, les émirs zirides pratiquent en fait un pouvoir indépendant, se transmettant la fonction d'émir de père en fils. Ils n'ont en revanche jamais aspiré à la dignité califale. L'émir possède toute l'autorité civile, militaire, judiciaire et financière. La lutte contre les Zenètes dans l'ouest du Maghreb leur impose de déléguer l'autorité en Ifriqiya à des lieutenants, sorte de « vice-émirs ». Les zirides font frapper la monnaie au nom des califes fatimides jusqu'aux réformes de 1049-1050 qui ouvrent la frappe à une nouvelle monnaie d'or.
Les émirs zirides maintiennent le service de la poste (diwan al barid) permettant de les relier au domaine tenu par les Fatimides du Caire. L'administration provinciale est confiée à des walis ou des 'amil qui sont des sortes de gouverneur. L'armée ziride, telle que décrite par les chroniqueurs arabes, est composée de plusieurs dizaines de milliers d'hommes, cavaliers ou fantassins. L'émir dispose d'une garde personnelle majoritairement composée d'Africains. Les Zirides disposent d'une flotte de guerre qui se réduit après le départ des Fatimides pour le Caire et face à la rivalité avec les Normands. Sur le plan financier les émirs zirides puis hammadides sont à la tête d'un État riche ; héritiers de la fiscalité mise en place à l'époque fatimide, ils accumulent des sommes importantes. En 991, ils suppriment même un impôt, le kharadj, pour s'attirer les faveurs de la population.

## Économie: une époque prospère
La période ziride est celle d'une grande prospérité sur le plan économique. Le départ des Fatimides pour le Caire loin de mettre fin à cette prospérité va voir son amplification sous les émirs zirides et hammadides. Évoquant le gouvernement de l'émir al Mu'izz, l'historien Ibn Khaldoun décrit : « jamais on n'avait vu chez les Berbères de ce pays un royaume plus vaste et plus florissant que le sien ». Les terres du nord produisent du blé en quantité, la région de Sfax cultive l'olivier en abondance, la culture du dattier (phoenix dactylifera) est développée dans celle de Biskra. D'autres cultures comme la canne à sucre, le safran, le coton, le sorgho, le millet et le pois chiche sont pratiquées. L'élevage du cheval et des moutons est florissant et la pêche est active, fournissant une nourriture abondante. La Méditerranée est également un enjeu important, même si elle fut pour un certain temps délaissée après le départ des Fatimides où la priorité des émirs zirides est aux conflits terrestres et internes. Leur politique maritime leur permet d'établir des liens commerciaux notamment pour l'importation de bois nécessaire à leur flotte et leur permet de conclure une alliance et des liens très étroits avec les émirs Kalbites de Sicile. Ils doivent cependant faire face à des tentatives de blocus de la part des Vénitiens et des Normands qui cherchent à réduire leur approvisionnement en bois.
Le chroniqueur arabe Ibn Hawqal visite et décrit la ville d'Alger à l'époque ziride : « La ville d'Alger, écrit-il, est bâtie sur un golfe et entourée d'une muraille. Elle renferme un grand nombre de bazars et quelques sources de bonne eau près de la mer. C'est à ces sources que les habitants vont puiser l'eau qu'ils boivent. Dans les dépendances de cette ville se trouvent des campagnes très étendues et des montagnes habitées par plusieurs tribus des Berbères. Les richesses principales des habitants se composent de troupeaux de bœufs et de moutons qui paissent dans les montagnes. Alger fournit tant de miel qu'il y forme un objet d'exportation et la quantité de beurre, de figues et d'autres denrées est si grande qu'on en exporte à Kairouan et ailleurs ».

## Emblème
Les « rois berbères sanhadja » ne semblent pas posséder de couleur particulière ; ils se servaient d'étoffe de soie sans mélange avec diverses couleurs sur lesquelles étaient tracés divers dessins en or. Toutefois la présence de la bannière verte, couleur du chiisme et du califat spirituel fatimide semble utilisée par les Zirides, son remplacement par l'étendard noir des abbassides est même attesté vers 1050/1051,.

## Arbre généalogique
- Mankuch
  - Manad
    - Ziri
      - 1. Bologhin, émir du Maghreb central puis de l'Ifriqiya (973-984)
        - 1. Hammad, fondateur de la dynastie des Hammadides (1014-1028)
          - 2. Al-Qaid, roi hammadide (1028-1054)
            - 3. Muhsin, roi hammadide (1054-1055)
              - Abu Yakni, gouverneur de Constantine et de Bône (1091[note 6]-1094[note 7])

            - Ouighlan, gouverneur de Mahdia en 1088[note 6]

          - Muhammad
            - 4. Bologhin, roi hammadide (1055-1062)

          - `Alannas
            - 5. An-Nasir, roi hammadide (1062-1088)
              - 6. Al-Mansur, roi hammadide (1088-1105)
                - 7. Badis, roi hammadide (1105)
                - 8. `Abd al-`Aziz, roi hammadide (1105-1121)
                  - 9. Yahya, roi hammadide (1121-1152), mort en 1163

                - Yousouf, gouverneur d'Achir vers 1062[note 8]
                - Abdallah, gouverneur d'Alger vers 1062[note 8]

              - Romman, gouverneur de Hamza[note 5] vers 1062[note 8]
              - Khazer, gouverneur de N'Gaous vers 1062[note 8]
              - Belbar, gouverneur de Constantine vers 1062[note 8]-1091[note 9]

            - Kebab, gouverneur à Miliana vers 1062[note 8]

        - Abu al-Behar[note 10], gouverneur de Tahert en 984[note 11]
        - 2. Al-Mansur, roi d'Ifriqiya (984-995)
          - 3. Badis, roi d'Ifriqiya (995-1015)
            - 4. Al-Muizz, roi d'Ifriqiya (1015-1062)
              - 5. Tamim, roi d'Ifriqiya (1062-1108)
                - 6. Yahya, roi d'Ifriqiya (1108-1116)
                  - 7. Ali, roi d'Ifriqiya (1116-1121)
                    - 8. Hassan, roi d'Ifriqiya (1121-1148)

        - Itouweft, gouverneur d'Achir en 984[note 11], gouverneur de Tahert en 995[note 12]

      - 1. Zawi, roi de Grenade (1012-1019)
      - Maksan
        - 2. Habus, roi de Grenade (1019-1038)
          - 3. Badis, roi de Grenade (1038-1073) et Malaga (1058-1073)[note 13]
            - Bologhin (mort en 1065)
              - 4. Tamim, roi de Malaga (1073-1090)
              - 4. Abdallah, roi de Grenade (1073-1090)[note 14]

            - Maksan (écarté de la succession par son père)

Sauf indication contraire, les dates sont celles de règne.
- En gras : les Zirides d'Ifriqiya ;
- En italique gras : Zawi et ses descendants qui règnent en Espagne (rois de Grenade) ;
- En italique : la branche hammadide qui règne sur le Maghreb central.

## Galerie photo

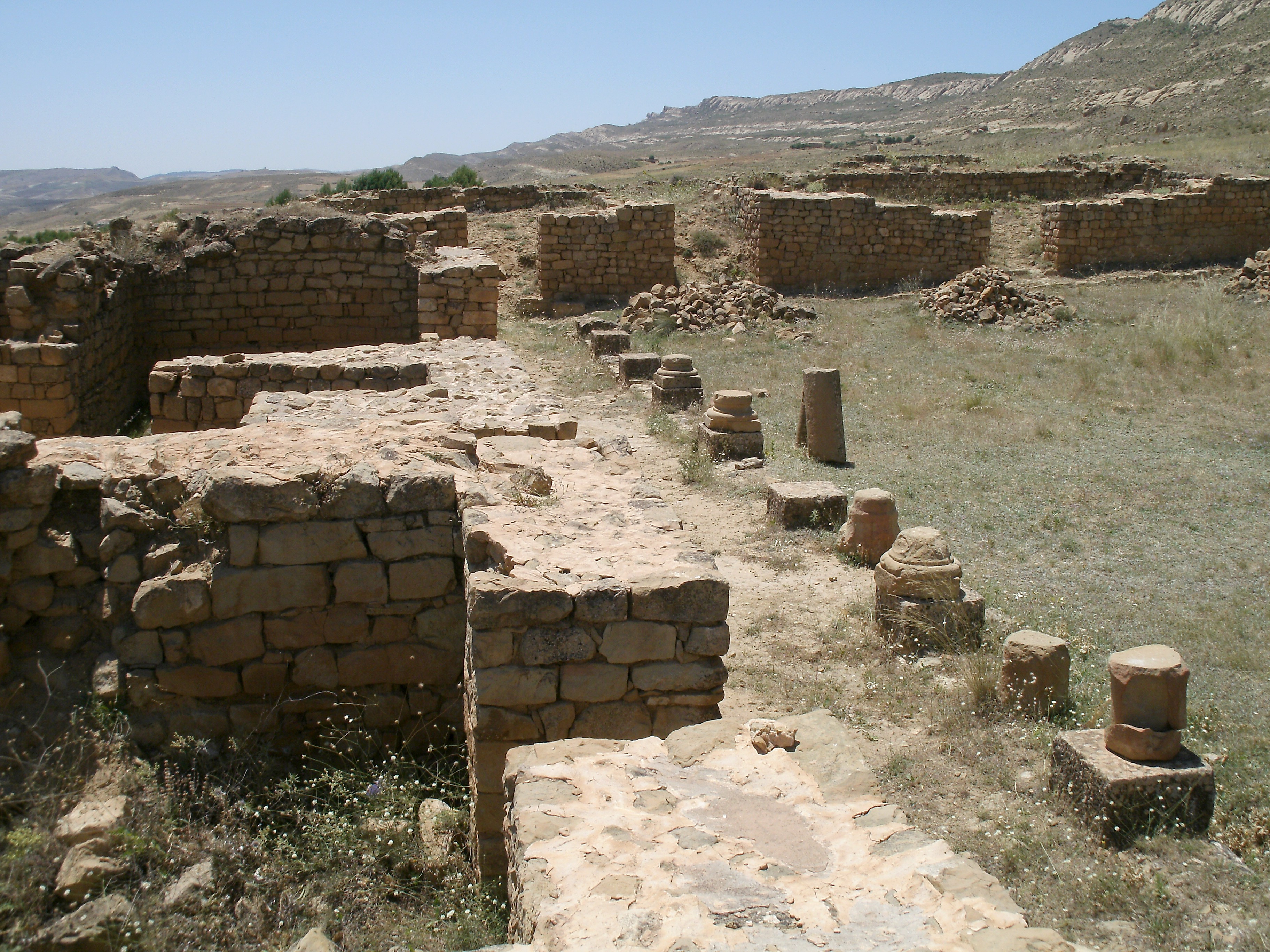
Ruines d'Achir, fondée par Ziri ibn Menad, dont descend la Dynastie ziride
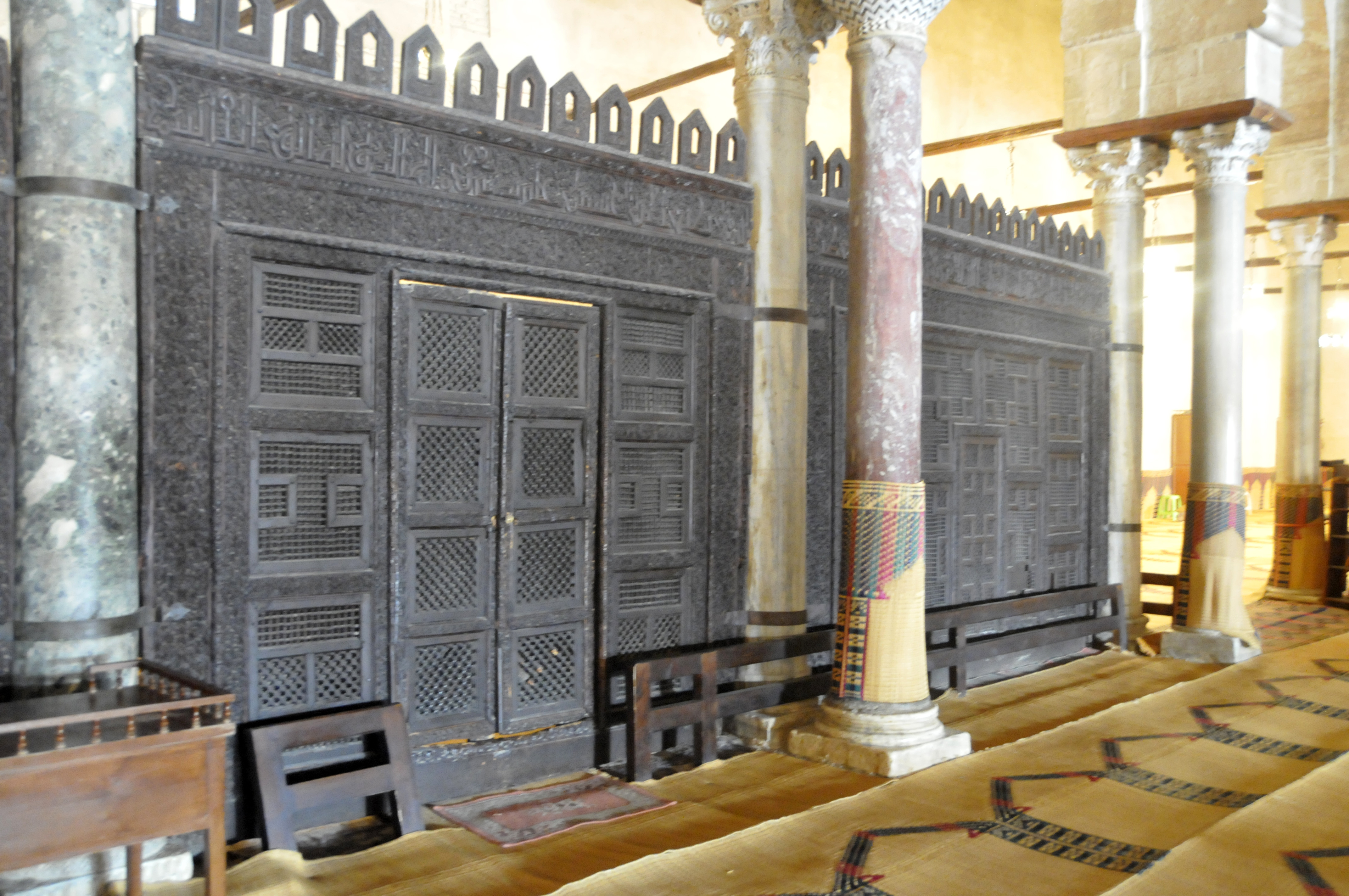
Vue de la maqsura d'Al-Muizz dans la salle de prière de la grande mosquée de Kairouan, réalisée sous le règne d'Al-Muizz ben Badis
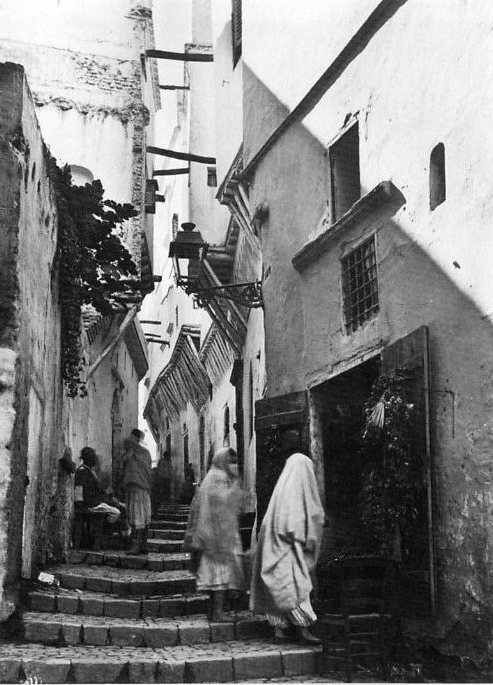
La casbah d'Alger fondée par Bologhine ibn Ziri et classée par l'Unesco